# Кадет
 Тази статия е за звание.  За модела автомобили вижте Опел Кадет.  За историческата партия в Русия вижте Конституционно-демократическа партия.
Кадет е звание, присъждано на военнослужещи, обучаващи се за офицери. От 18 век в много европейски страни кадетът е често срещано обозначение за подрастващи благородници, служещи в армията.
В Германия званието кадет (на немски: Seekadett) се използва само във флота. За германските сухопътни войски и Луфтвафе на обучаващите се за офицери се присъжда ранг фаненюнкер (Fahnenjunker) или фанрих (Fähnrich). Абсолютен аналог на кадет в България е терминът „курсант“ – студент във военен или полицейски университет.

## Етимология
Думата кадет произлиза от западния гасконски диалект на френския език – capdèth – означавайки „малка глава“, произхождайки от своя страна от латинското capitellum – умалителна форма на caput,capitis – „глава“. Първоначално се отнася за син на гасконски благородник, който служи като офицер в армията на френския крал. По-късно кадет се използва във Франция като синоним на „по-млад/най-млад“, а в по-тесен смисъл – на „(по-младия/най-младия) син на благородник“. Тъй като по правило само най-възрастният (най-големият) син получавал семейното наследство, родените след него по-млади (по-малки) синове на благородници традиционно търсели късмета си или на духовническа служба в църквата, или в армията.
Думата – на руски: кадет, на немски: Kadett и на френски: cadet – исторически се използва за „по-малък брат“; „младши по служба“; ученик във военно или морско училище. Гасконската дума capdet, от своя страна е свързана с провансалската диалектна дума capdel, значеща „началник, главатар“. А служещите в кралската армия на Франция от територията на Гаскония са били най-често по-малките синове на знатни семейства от региона.